# Krzysztof Jakubik
Krzysztof Jakubik (Siedlce, 20 luglio 1983) è un arbitro di calcio polacco.

## Carriera
Ha debuttato nel 2012 in Ekstraklasa. Il 17 marzo 2017 dirige il suo primo match come arbitro UEFA, tra nazionali Under-17 di Scozia e Montenegro.
Nel 2019 viene designato per dirigere due incontri del campionato saudita di calcio.